# Zhuqing
Zhuqing (kinesiska: 竹箐乡, 竹箐) var en socken i Kina. Den ligger i provinsen Sichuan, i den sydvästra delen av landet, omkring 510 kilometer söder om provinshuvudstaden Chengdu. Antalet invånare är 7 172. Befolkningen består av 3 417 kvinnor och 3 755 män. Barn under 15 år utgör 21,0 %, vuxna 15-64 år 68 %, och äldre över 65 år 10,0 %. I december 2019 avskaffades Zhuqing Township och dess administrativa område uppgick i köpingen Tong'an.
Genomsnittlig årsnederbörd är 1 003 millimeter. Den regnigaste månaden är juli, med i genomsnitt 267 mm nederbörd, och den torraste är januari, med 4 mm nederbörd.